# Kulturzentrum Gassergasse
Das Kultur- und Kommunikationszentrum Gassergasse (GaGa) war das erste autonome alternative Jugendzentrum in Wien.

## Geschichte
Die GaGa wurde von der Gemeinde Wien unter Bürgermeister Leopold Gratz (SPÖ) und Kulturstadträtin Gertrude Fröhlich-Sandner zwischen 1981 und 1983 alternativen Gruppen zur Verfügung gestellt. Dies war eine Reaktion auf die immer stärker werdende Jugendbewegung in Wien (unter anderem der Burggarten-Bewegung) und dem Wunsch der Verantwortlichen, Situationen wie die in der „jugendkrisen-geschüttelten“ Schweiz zu vermeiden. Nachdem sich eine Delegation der Gemeinde Wien Rat in Basel holte, wurde deren Modell und Krisenmanagement-Strategie eines autonomen Jugendzentrums übernommen.
Als Ort wurden die Gebäude der ehemaligen Wiener öffentlichen Küchenbetriebsgesellschaft (WÖK) in der Gassergasse im 5. Wiener Gemeindebezirk (eigentlich Laurenzgasse 1), dem „Verein zur Schaffung, Förderung und Unterstützung von selbstverwalteten Kultur- und Kommunikationszentren“ zur Verfügung gestellt und, in weiterer Folge, von der Stadt Wien subventioniert. 1983 lagen diese Subventionen in der Höhe von „bis zu 2,1 Million Schilling“.
Die GaGa wurde am 1. Mai 1981 in einem drei Tage langen Fest eröffnet.
Probleme mit Anrainern, Rechtsradikalen, aber auch interne Probleme und Konflikte der Gassergassen-Bewegung, führten immer wieder zu Auseinandersetzungen mit der Polizei, zu Rauschgiftrazzien und schließlich zu einem Stopp der Subventionszahlungen der Stadt Wien im Jahr 1983.
Im Juni 1983 beschlossen Bürgermeister Leopold Gratz und der Bezirksvorsteher des 5. Bezirkes Johann Walter die Räumung und Schleifung des Gebäudes. Kurz darauf, am 27. Juni 1983, wurde die GaGa polizeilich unter heftigen Auseinandersetzungen geräumt. Es wurden 120 Festnahmen vorgenommen und etliche der Besetzer krankenhausreif geschlagen. Anschließend wurde das Haus samt Inventar abgerissen.
Das Lokal Rotstilzchen wurde nach Abriss der GAGA ein wichtiger Treffpunkt der Hausbesetzer und anderer linker Strukturen.
Trotzdem überlebte der Mythos GaGa. Noch Mitte der 1990er Jahre wurden Opernball-Demonstranten von den Medien mit der „Gassergassen-Szene“ verknüpft. Politische Gruppen wie Global 2000 oder Greenpeace Österreich haben ihre Ursprünge in der GaGa.

### Reaktionen auf die Räumung
- Demonstration am Nachmittag des 28. Juni 1983 am Schottenring im 1. Bezirk. Kurz nach 17:00 Uhr nahmen etwa 70 Personen bei der unangemeldeten Demonstration teil. „In der Folge sei es zur Anhaltung von 56 Personen gekommen, von denen einige der Festnahme passiven Widerstand entgegengesetzt hätten. Die Festnahmen seien zum Teil unmittelbar am Versammlungsort und zum Teil in dessen Nahbereich erfolgt, da einige Teilnehmer zu flüchten versucht hätten“.[6]

### GaGa und das WUK
Nach der Räumung zogen einige GaGa-Gruppen, darunter auch Punks, in das Kulturzentrum WUK. Dies führte zu Auseinandersetzungen, die in der Folge zur Errichtung eines Pförtnerdienstes im WUK führten, mit dem Ziel, die GaGa-Leute vom WUK fernzuhalten.

### Chronik
- 1.–3. Mai 1981: GaGa wird mit einem 3 Tage langem Fest eröffnet.
- 11. Mai 1983: Liveaufnahme von ZSD bei einem Festival in der Gassergasse im April 1983.
- 1.–3. April 1983:  Konzertwochenende „Chaotische Ostern“[10]
  - 1. April 1983: Rote Front, Schund, Kleenex Aktiv, ZSD
  - 2. April 1983: Extrem, Rotting Carcass, K 70, The Kalaschnikovs
  - 3. April 1983: Depressed Kids, Inferno, Nikoteens, Dead Nittels
- ?. Juni 1983: Beschluss die GaGa polizeilich zu räumen
- 27. Juni 1983: GaGa wird polizeilich geräumt
- 28. Juni 1983: Demonstration Schottenring. 56 verhaftet. „Sturm auf Polizeigefangenenhaus“[11][12]
- 28. Juni 1983: Abbruch beginnt um 6:00 Uhr

## Projekte
Eine Reihe von Projekten wurden in der GaGa durchgeführt:
- Sozialdienst „Bernhardiner“
  - Haftentlassenenbetreuung
  - Punks und heimatlose Jugendliche
- Autonome Frauenprojekte
  - Gefangenensolidaritätgruppe Schwarzau
- Arbeitsgruppe Schwulen und Lesben (verlässt die GaGa und etabliert die Rosa Lila Villa)
- Proberäume für Musiker
- Beisl
  - „Punkbeisl Bunker“
- Sportgruppe (Taekwondo)
- Handwerksgruppen
  - Tischlerei
- Hanf-Legalise-Aktivisten
- Radfahrer
- Fotoatelier
- Tischlerei
- Druckerei
- Kindergruppen
  - Humane Umwelt für Kinder (HUK)
- Zwei Alternativschulen:
  - Ätsch Verein für emanzipatorische Erziehung
  - Eltern Schüler Lehrer Kooperation (ESL Coop)

## Alternative Bildung
Wiens Underground hinterließ Spuren im Bildungsbereich
Wie sehr Anfang der 80er Jahre seitens der „GAGAisten“ auch Neuland betreten wurde, zeigt etwa die damalige Gründung erster alternativer Schulformen auf dem Gelände der GaGa, wie auch das Hereinholen von Schwulengruppen, die aber aufgrund heftiger Spannungen mit den ebenfalls dort lebenden Rockern, bald in die über Verhandlungsweg mit der Stadt Wien bereit gestellte Rosa Lila Villa übersiedelten bzw. diese öffentlichkeitswirksam „besetzten“.
Die GaGa beherbergte Kindergruppen und Alternativschulen:
- ÄTSCH-Verein für emanzipatorische Erziehung (siehe[15])
- Eltern-Schüler-Lehrer Kooperative
- Humane Umwelt für Kinder
- Kindergruppe Ich bin Ich
- Kindergruppe Liniengasse

Das Kinderhaus Hofmühlgasse hat ihren Ursprung in der GaGa.

## Sozialdienste
Die Gemeinde subventionierte Sozialdienste in der GaGa.
- Bahnhofssozialdienst schickte obdachlose Jugendliche in die GaGa[16]

## Musik und Veranstaltungen
Die folgenden Musiker und Gruppen spielten in der GAGA:

### Punk
Die GaGa spielt laut Schreibmüller eine wichtige Rolle in der Entwicklung der Wiener Punk-Szene.
Punk-Bands, die in entweder in der GaGa Proberäume und/oder Auftritte hatten:
- ZSD (Muenchen, Deutschland)
- Nikoteens (Österreich)
- Inferno
- CONDOM (Österreich)
- Rote Front
- Toxoplasma (Deutschland)
- Dead Nittels (Österreich)
- Extrem (Österreich)
- Die Böslinge (Österreich)[17]

Sonstige Musikgruppen/Initiativen:
- MOMENtMUSIK (Österreich)[18]
- Tonau (Österreich)
- Traumtanz

## Personenverzeichnis

### Verein
- Obmänner
  - Christian Schreibmüller[19]
  - Herbert Loitsch[20]

- Martin Balluch, Nachtwächter[21]

Schreibmüller, der, neben seiner Tätigkeit als Filmemacher, bis heute in der gewandelten Wiener Alternativ-Szene künstlerisch und journalistisch zu Hause ist, spielte damals in der seinerzeit sehr experimentierfreudigen „Wiener Szene“ eine tragende Rolle: Zuletzt als Obmann der Gassergasse, zuvor als Betreiber der dortigen Fotogruppe. Seines Erachtens unterschied sich die im Frühjahr 1981 gegründete Szene der Gassergasse in Margareten vom WUK im Alsergrund durch ihre „größere Wildheit“, nicht zuletzt entfacht durch die dortige relativ junge Punk-Szene. „Das waren 17- und 18-jährige Burschen und Mädchen, die teilweise auch künstlerisch wirklich sehr wach waren“, erzählt Schreibmüller im Gespräch mit der Rathauskorrespondenz. Eine wesentliche Rolle für die Etablierung der „Wiener Szene“, die in realiter in durchwegs heterogene Gruppierungen, etwa in Friedensaktivisten, Rocker oder Punks, aber auch Schwule und Lesben zerfiel, spielten künstlerisch auch die seinerzeitigen „Wiener Festwochen Alternativ“, die, verortet im ehemaligen 20er Haus beim Südbahnhof, wichtige lokale Impulse für diese europaweit sich etablierende Sub- und Underground-Kultur setzte.

### Bewohner
Diese Gruppe von 15- bis 20-Jährigen umfasste ca. 70 bis 80 Jugendliche und konnte damals als harter Kern der Wiener Punkszene betrachtet werden. Diese stammten laut dieser Studie hauptsächlich aus der „unteren Arbeiterschicht bzw. der Unterschicht“.

### Assoziiert
- Manfred Rakousky[25]
- Gerald Teufel (Fotograf)[26]

## Mediale Rezeption

### „Anderes“
- Die GaGa taucht in DaF Texten auf – Es darf gesprochen werden …: acht Dossiers für den DaF-Unterricht mit Fortgeschrittenen[27]

### GaGa im Spielfilm
- Atemnot – Käthe Kratz (Regie), Peter Turrini (Drehbuch)[28]

### GaGa in Ausstellungen
- 2012 Wien Museum: Besetzt! Kampf um Freiräume seit den 70ern[29]

### Fotografien
- „Sue“ in der Wien Museum Ausstellung[30]
- In der GaGa[31]

### Filmdokumentationen
- Gassergasse (ca. 1982) von Alexander Pöpperl. Farbe, 17 min[32]
- Videoaufnahmen von Heinz Granzer und der Gruppe Alternativvideo rund um die Räumung der Gassergasse

### Presse
- 16. Juli 1983 ORF Programm Ohne Maulkorb: Standpunkte. Gassergasse[33] Dieses Programm löste heftige Proteste aus.[34]
- „Gaga“ wird nach Krawallen geschleift. In: Arbeiter-Zeitung. 28. Juni 1983[35]
- Zur Räumung der „Gassergasse“. Meinung. In: Arbeiter-Zeitung. 2. Juli 1983, S. 4.[36]
- AZ-Gespräch mit Leopold Gratz – Der Friedensbewegung politische Inhalte geben. Aufgabenteilung soll für neuen Schwung sorgen. In: Arbeiter-Zeitung. 2. Juli 1983, S. 5.[37]
- Das Aus für die GAGA und die Folgen. In: Arbeiter-Zeitung. 4. Juli 1983, S. 4.[38]

## Weiterführende Literatur
- Robert Foltin: Und wir bewegen uns doch. Soziale Bewegungen in Österreich. edition grundrisse, Wien 2004, ISBN 3-9501925-0-6.
- Andreas Suttner: „Beton brennt“: Hausbesetzer und Selbstverwaltung im Berlin, Wien und Zürich der 80er (= Kulturwissenschaft. Band 31). Lit, Münster u. a. 2011, ISBN 978-3-643-50260-5.